# トゥイッケナム・スタジアム
トゥイッケナム・スタジアム（英語: Twickenham Stadium）は、イングランド, ロンドン郊外トゥイッケナムにあるラグビーユニオン専用競技場である。命名権契約により2024年9月から「アリアンツ・スタジアム」（英語: Allianz Stadium）と称する。ラグビー・フットボール・ユニオン（イングランドラグビー協会）が所有。

## 概要
ラグビー・フットボール・ユニオン（イングランドラグビー協会）の本拠地。博物館、ホテル、会議場、宴会場、フィットネスジム、プレミア会員向け施設などを併設している。
ラグビーとサッカーはイングランドを発祥とするが、ウェンブリー・スタジアムが「サッカーの聖地」と称されているのに対して、「ラグビーの聖地」と称されるのがこのスタジアムである。
イングランド代表のホームスタジアムであり、1991年と2015年のラグビーワールドカップでは、開幕戦及び決勝戦の会場になった。
リッチモンド・アポン・テムズ・ロンドン自治区の区議会が定めたライセンス（認可）により、このスタジアムはラグビー以外のイベント開催に関する上限規制がある。開催は年間3回まで。1回あたりの日程は2日間まで。入場者数は55,000人以下に制限されている。

## 愛称
- Billy Williams' Cabbage Patch (ビリー・ウィリアムズのキャベツ畑) - 1906年、スポーツマンで不動産起業家のウィリアム・ウィリアムズ（William Williams）が、ラグビー・フットボール・ユニオン（RFU、イングランドラグビー協会）からグラウンドを探すよう依頼され、当時、農園のようなこの土地を彼が選んだことにちなむ[5]。実際、戦時中は一部を農園や牧場にも転用された[6]。Williamは、Billy・Billなどと略されて呼ばれる。
- The Cabbage Patch (キャベツ畑) - 同上。
- Twickers（トゥイッカーズ）- トゥイッケナムを短く表現したもの。
- Headquarters（ヘッドクォーターズ）- 「本部」という意味。ラグビー・フットボール・ユニオンの本拠地としての位置づけから、そう呼ばれる[7][8]。
- HQ - 同上。

## 歴史
出典
1907年、ラグビー・フットボール・ユニオン（RFU）は、トゥイッケナムの10¼エーカー（41,500平方メートル）の市場菜園を5,572.12.6 ポンドで購入。委員会メンバーのウィリアム・ウィリアムズ（William Williams）が、多くの反対を押し切って土地の取得に大きく貢献。この農地は「ビリー・ウィリアムズのキャベツ畑（Billy Williams' Cabbage Patch）」として知られるようになる。Billyは、Williamの略称。
1908年、スタジアムの東と西に屋根付きのスタンドが建設され、南側にはテラスを設置。西側には200台収容の駐車場が完成した。
1909年10月2日、ハーレクインズとリッチモンドとが対戦。この50年後、1959年に記念試合を行う。
1914年、第一次世界大戦の勃発により、スタジアムの使用は中止された。ラグビーの試合が行われない間、グラウンドは牛や馬の放牧に使用された。
1925年、10,500席の北側スタンドが完成。グラウンドの周りすべてをスタンドが囲む構造となった。新スタンド完成後に行われたニュージーランド対イングランドの試合には、6万人が集った。
1929年、前年に死去したジョージ・ローランド・ヒル（George Rowland Hill）をたたえ、南西の角にThe Rowland Hill Memorial Gates（ローランド・ヒル記念門）が作られた。彼は、1881年から1904年までラグビー・フットボール・ユニオン（RFU）の事務局長を務め、1904年に会長になった人物。1995年に門は西スタンド側に移された。2016年以降は、第一次世界大戦で亡くなったラグビー選手たちを追悼するものとなった。
1932年、西スタンドには2階席が設けられて12,000席増え、南テラスの拡張工事で20,000席増えた。スタッフ用オフィスが初めてスタジアム内に置かれた。
1940年、第二次世界大戦により、スタジアムは民間の避難施設となった。東駐車場は畑に転用され、西駐車場は石炭置き場になった。
1959年、トゥイッケナム創立50周年記念試合として、ハーレクインズとリッチモンドとの対戦を行った。
1971年、ラグビー・フットボール・ユニオン（RFU）創立100周年に、ローランド・ヒル記念門の上部にライオンの像が置かれる。ワールドカップ1991では、ライオンの像が金メッキされ、現在に至る。
1981年、改築された南スタンドがオープン。スタンド内部には、着席定員400人の「Rose Room（ローズルーム）」と呼ばれる宴会場が作られた。2006年以降の南スタンド改築により、最大着席数1076人規模の「Rose Suite（ローズ・スイート）」となった。
1991年、改築された北スタンド（14,800席）がオープン。
1993年、改築された東スタンド（25,000席）がオープン。
1995年、改築された西スタンドがオープン。スタジアム全体で75,000人が収容可能に。更衣室、医療スイート、フィットネス センターを併設。
1996年3月、ラグビーミュージアムがオープン。
2003年8月23日、初めて音楽イベントとして使用。ローリング・ストーンズのコンサートが行われた。
2006年11月5日、改築された南スタンドがオープン。これにより、スタジアム全体の座席数は過去最高の82,000席となった。2009年には、ホテルとジムが併設された。
2010年5月、Core Values Statue（コアバリューの像）が設置される。イングランドラグビーの5つのコアバリューである「teamwork, respect, enjoyment, discipline and sportsmanship（チームワーク、敬意、楽しみ、規律、スポーツマンシップ）」を表現している。
2013年、ワールドカップ2015（イングランド大会）に向けて、選手更衣室が全面改装された。
2014年、北スタンドと南スタンドに、LED照明と新しい大型スクリーンが設置された。
2016年、Rose and Poppy Memorial Gates（ローズ&ポピー・ゲート）が完成。ラグビー・フットボール・ユニオン（RFU）の第一次世界大戦100周年記念行事の一環として、同大戦中に亡くなったラグビー選手たちを追悼するもの。
2017年、6階建てとなる東スタンド再開発により、6,800人のプレミアムチケット所有者向けの滞在施設として11,600平方メートルが増えた。バー14か所、レセプションやパーティーそして食事のためのスペース、音楽演奏用のステージ、屋上バラ園などが設けられている。
2024年9月1日から、ドイツの保険会社アリアンツ（Allianz SE）とのネーミングライツ契約により「アリアンツ・スタジアム（Allianz Stadium）」と称する。ただしスポンサー表示制約がある場合は、従来の名称「トゥイッケナム・スタジアム（Twickenham Stadium）」となる。

## 施設使用
テストマッチを含め、ラグビーユニオンの試合で使われ、ワールドカップ1991とワールドカップ2015では、開幕戦および決勝戦の会場になった。ワールドカップ2025では会場の1つとなる。
ラグビーユニオンだけでなく、2000年に初めて13人制ラグビーリーグのワールドカップ開幕戦が行われ、ラグビーリーグチャレンジカップ決勝戦も、2001年と2006年に行われた。
2016年と2017年には、アメリカンフットボール「NFL International Series」の試合を計3回行った。
2022年、BBCで放送されていた自動車番組『トップ・ギア』では、小型乗用車キア・シードの性能チェックとして、「車を使って大きな楕円球を押し込むラグビー」の収録をこのスタジアムで行った。
音楽ライブでは、2003年のローリング・ストーンズが初めて行った。2007年にはジェネシス、ポリス、ロッド・スチュワート、2008年にはボン・ジョヴィ、R.E.M.、U2、アイアン・メイデン、2012年のレディー・ガガなど、多くのコンサートが開催されている。

## ワールドラグビー・ミュージアム
スタジアム内に併設しているWorld Rugby Museum（ワールドラグビーミュージアム）では、ラグビーユニオンに関連したさまざまな展示を行っている。
1983年、南スタンドの下に非公式のミュージアム（博物館）を設置。1996年に改築された東スタンドで正式に「Rugby Museum」が誕生した。2008年、現在の名称となる。2017年、南スタンドに新装オープンした。
1871年に行われた初の国際試合におけるイングランド代表の当時のユニフォームや、2003年のラグビーワールドカップでの優勝を記念したウェブ・エリス・カップ（トロフィー）のレプリカなどが展示されている。